# Österreichisches Paralympisches Committee

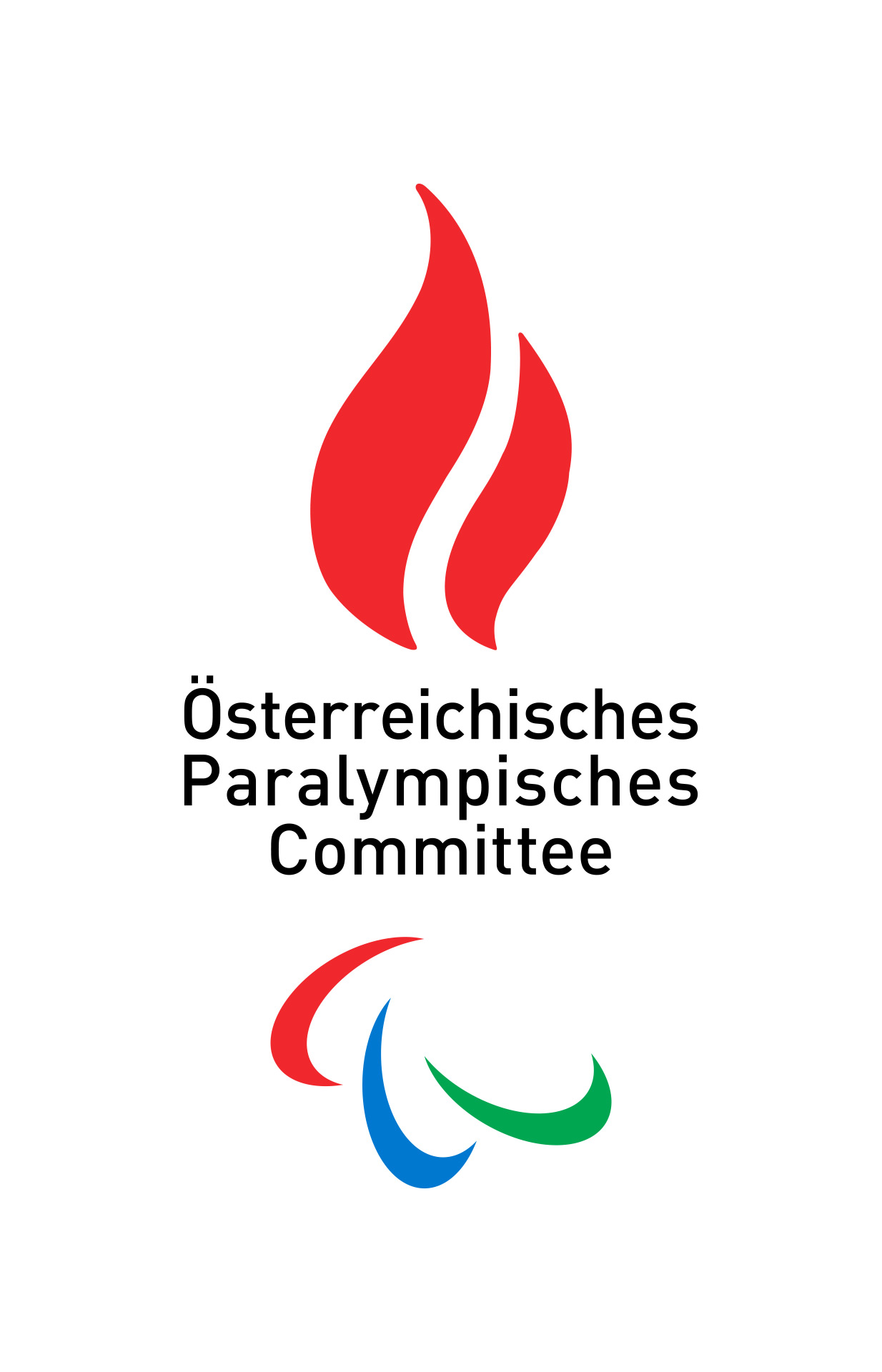
Österreichisches Paralympisches Committee (ÖPC)

Das Österreichische Paralympische Committee (ÖPC) wurde 1998 von Daniel Binter, dem damaligen Versehrtensportreferenten der AUVA und Generalsekretär des Österreichischen Behindertensportverbandes gemeinsam mit Peter Wittmann, damals Staatssekretär mit der Zielsetzung gegründet, qualifizierten Sportlern die Teilnahme an den Paralympischen Spielen zu ermöglichen. Peter Wittmann fungierte ab der Gründung bis 2009 als Präsident, seither hat Maria Rauch-Kallat – von 1998 bis 2009 Vizepräsidentin – diese Funktion inne. Prof. Robert Bauer fungierte als Vizepräsident, Daniel Binter übernahm zu Beginn die Rolle des Generalsekretärs und wurde 2001 von Petra Huber abgelöst. Weitere Vorstandsmitglieder des ÖPC sind Hermann Krist als Vizepräsident und Brigitte Jank als Vizepräsidentin.
Das ÖPC hat seinen Sitz in Wien.

## Aufgaben
Die Aufgaben und Ziele des ÖPC gehen über die Organisation, Finanzierung und Entsendung der österreichischen Athletinnen und Athleten zu Paralympischen Spielen hinaus. Sie basieren auf drei Säulen: Kernkompetenz, Bewusstseinsbildung und Interessensvertretung. Eines der obersten Ziele des ÖPC ist die gelebte Inklusion. Es soll kein Unterschied in der Wahrnehmung und dem Umgang zwischen Sportlerinnen und Sportler mit und ohne Behinderung gemacht werden.
Ein Anliegen des ÖPC ist es, das Interesse und die Aufmerksamkeit der Öffentlichkeit an Paralympischen Spielen in Österreich zu wecken und leistet daher auch ein großes Ausmaß an Öffentlichkeitsarbeit und setzt mediale Kampagnen um.
Zusätzlich vertritt das ÖPC die Interessen Österreichs bei Kongressen und Versammlungen des Internationalen Paralympischen Committees und des Europäischen Paralympischen Committees.
Die Sportler stehen im Zentrum der Arbeit des ÖPC, deshalb wurde 2016 der Sportlerbeirat ins Leben gerufen. Ziel des Sportlerbeirats ist es, die Interessen und die Bedürfnisse der Sportler noch besser zu verstehen, sowie den fließenden Informationsaustausch zu den Athleten und dem ÖPC, sicherzustellen.

## Geschichte
| Jahr | Event |
| 1960 | I. Paralympics in Rom, Italien |
| 1964 | II. Paralympics in Tokyo, Japan |
| 1968 | III. Paralympics in Tel Aviv, Israel |
| 1972 | IV. Paralympics in Heidelberg, Deutschland |
| 1976 | V. Paralympics in Toronto, Kanada I. Winter Paralympics in Örnsköldsvik/Schweden |
| 1980 | VI. Paralympics in Arnheim, Niederlande II. Winter Paralympics in Geilo, Norwegen |
| 1984 | VII. Paralympics in Long Island, USA III. Winter Paralympics in Innsbruck, Österreich (Team Österreich mit 70 Medaillen auf Rang 1) |
| 1988 | VIII. Paralympics in Seoul, Süd-Korea IIII. Winter Paralympics in Innsbruck, Österreich |
| 1992 | IX. Paralympics in Barcelona, Spanien V. Winter Paralympics in Tignes, Frankreich |
| 1994 | Seit 1994 finden die Winter- und Sommerspiele getrennt statt. Die Winter-Paralympics finden zwei Jahre nach den Sommer-Paralympics statt. VI. Winter Paralympics in Lillehammer, Norwegen |
| 1996 | X. Paralympics in Atlanta, USA |
| 1998 | Gründung des Österreichischen Paralympischen Committees Peter Wittmann, damals Staatssekretär, erkannte die Notwendigkeit für ein Paralympisches Committee in Österreich, nahm sich der Sache an und leitete gemeinsam mit Daniel Binter die wichtigsten Schritte ein. 1998 wurde das Österreichische Paralympische Committee offiziell in den Räumlichkeiten der AUVA in Wien gegründet. Peter Wittmann fungierte ab der Gründung bis 2009 als Präsident. VII. Winter Paralympics in Nagano, Japan |
| 2000 | XI. Paralympics in Sydney, Australien |
| 2001 | Seit 2001 finden die Paralympics immer zwei Wochen nach Abschluss der Olympischen Spiele am selben Veranstaltungsort und an denselben Wettkampfstätten statt. Dies ist in einer Vereinbarung des Internationalen Olympischen Comités (IOC) und des Internationalen Paralympischen Committees (IPC), die bis 2032 abgeschlossen wurde, festgeschrieben. Somit wird ein wichtiges Zeichen für Inklusion gesetzt, da auch eine Bewerbung für beide Großveranstaltungen gleichzeitig erfolgen muss.     |
| 2002 | VIII. Winter Paralympics in Salt Lake City, USA |
| 2004 | XII. Paralympics in Athen, Griechenland Seit ATHEN 2004 tragen die österreichische olympischen und paralympischen Teams die gleiche Bekleidung. Das Kick-off auf der Zielgerade zu den jeweiligen Paralympics ist die gemeinsame Kollektionspräsentation des Österreichischen olympischen und paralympischen Teams. Zum bereits 10. Mal trugen beide Teams dank der guten Kooperation zwischen dem ÖOC und dem ÖPC bei den Spielen in BEIJING 2022 den identen Look.                                |
| 2006 | IX. Winter Paralympics in Turin, Italien |
| 2007 | Österreichischer Bundespräsident Dr. Heinz Fischer übernimmt die Schirmherrschaft für das Österreichische Paralympische Committee. 2017 setzte Bundespräsident Dr. Alexander Van der Bellen kurz nach seinem Amtsantritt diese Tradition seines Amtsvorgängers fort und ist seither der Schirmherr des ÖPC. Wien wird als neues Headquarters des Europäischen Paralympischen Komitees (EPC) ausgewählt.                                                                                             |
| 2008 | XIII. Paralympics in Peking, China Der Zollkader des BMF mit einer Gleichstellung zwischen Athleten (Ski-Alpin und Nordisch) mit und ohne Behinderung hinsichtlich Ausbildung und Dienstfreistellung wird ins Leben gerufen. Eröffnung des Headquarters des Europäischen Paralympischen Komitee (EPC) in Wien |
| 2009 | Maria Rauch-Kallat übernimmt die Präsidentschaft des ÖPC |
| 2010 | X. Winter Paralympics in Vancouver, Kanada |
| 2012 | XIV. Paralympics in London, UK Die Paralympics haben sich, gemessen an den verkauften Tickets, zur drittgrößten Sportveranstaltung der Welt (nach den Olympischen Spielen und Fußball-Weltmeisterschaften) entwickelt. Die Österreichische Sporthilfe setzte einen historischen Schritt und nimmt den Behindertensport in die Individualförderung auf. Erstmals kommt es zu einer Gleichstellung zwischen Spitzensportlern mit und ohne Behinderung in der Sportförderung.                          |
| 2014 | XI. Winter Paralympics in Sochi, Russland Start des „Projekt RIO 2016“, dem Spitzensportförderungsprogramm des Sportministeriums. |
| 2016 | XV. Paralympics in Rio de Janeiro, Brasilien Gründung des ÖPC Sportlerbeirat Sportminister Hans Peter Doskozil schafft in den Heeressportzentren die ersten Plätze für Sportler mit körperlicher Beeinträchtigung. |
| 2018 | XII. Winter Paralympics in PyeongChang, Süd-Korea |
| 2019 | ÖPC Talent Days 2019 in Wien und Salzburg |
| 2020 | WeThe15 wurde anlässlich der Paralympischen Spiele 2020 in Tokyo vom IPC und Partnern ins Leben gerufen, und stellt die bisher größte Koalition internationaler Organisationen aus den Bereichen Sport, Menschenrechte, Politik, Kommunikation, Wirtschaft, Kunst und Unterhaltung dar. WeThe15 ist die bisher größte Menschenrechtsbewegung im Sport um Diskriminierung zu beenden und Barrieren abzubauen.                                                                                        |
| 2021 | XVI. Paralympics in Tokyo, Japan (Aufgrund des weltweiten Ausbruchs des Covid-19 Virus, wurden die XVI. Paralympics 2020 um 1 Jahr auf 2021 verschoben) |
| 2022 | XIII. Winter Paralympics in Beijing, China ÖPC Talent Day 2022 in Wien |

## Mitglieder
Eines der obersten Ziele des ÖPC ist die gelebte Inklusion. Das ursprünglich als Dachverband für alle paralympischen Sportarten zuständige Internationale Paralympische Committee (IPC) verfolgt seit 2003 das Ziel bis 2026 alle paralympischen Sportarten in die internationalen Fachverbände zu inkludieren. In Österreich hat der Inklusionsprozess 2013 gestartet. Aktuell hat das ÖPC bereits 14 Bundes-Sportfachverbände als Mitglieder, die ihre Sportart bereits inkludiert haben. Aktuell verbleiben nur noch sechs Sportarten, die nach den Paralympischen Spielen in MILANO-CORTINA 2026 in die Verbände inkludiert werden sollen. Derzeit werden vom IPC noch die Sommer Sportarten Para-Gewichtheben, Para-Sportschießen, Para-Schwimmen, Rollstuhl-Tanzen (derzeit nicht bei Paralympics ausgetragen) und die Winter Sportart Para-Eishockey verwaltet.

### Liste der Mitgliedsverbände
(Quelle: )
- Österreichischer Behindertensportverband (Seit Gründung 1998)
- Österreichischer Eishockeyverband (Seit Jänner 2013)
- Österreichischer Kanuverband (Seit November 2013)
- Österreichischer Leichtathletik-Verband (Seit November 2013)
- Österreichischer Pferdesportverband (Seit November 2013)
- Österreichischer Radsport-Verband (Seit November 2013)
- Österreichischer Ruderverband (Seit November 2013)
- Österreichischer Segel-Verband (Seit November 2013)
- Österreichischer Tennisverband (Seit November 2013)
- Österreichischer Tischtennis Verband (Seit November 2013)
- Österreichischer Bogensport Verband (Seit Dezember 2014)
- Österreichischer Badminton Verband (Seit Dezember 2014)
- Österreichischer Triathlonverband (Seit Juli 2015)
- Niederösterreichischer Versehrtensportverband (Seit Dezember 2015)
- Österreichischer Skiverband (Seit Februar 2017)
- Österreichischer Taekwondo Verband (Seit November 2017)

## Medaillenspiegel des Paralympic Team Austria

### Sommer
| Jahr        | Ort              | Nation  | Gold | Silber | Bronze | Total |
| 1960        | Rom              | ITA     | 11   | 8      | 11     | 30    |
| 1964        | Tokyo            | JPN     | 4    | 1      | 7      | 12    |
| 1968        | Tel Aviv         | ISR     | 2    | 7      | 10     | 19    |
| 1972        | Heidelberg       | GER     | 6    | 6      | 6      | 18    |
| 1976        | Toronto          | CAN     | 18   | 16     | 17     | 51    |
| 1980        | Arnheim          | NED     | 14   | 23     | 8      | 45    |
| 1984        | New York + Stoke | USA/GBR | 14   | 20     | 10     | 44    |
| 1988        | Seoul            | KOR     | 13   | 7      | 15     | 35    |
| 1992        | Barcelona        | ESP     | 5    | 4      | 13     | 22    |
| 1996        | Atlanta          | USA     | 6    | 6      | 10     | 22    |
| 2000        | Sydney           | AUS     | 2    | 7      | 6      | 15    |
| 2004        | Athen            | GRE     | 8    | 10     | 4      | 22    |
| 2008        | Peking           | CHN     | 4    | 1      | 1      | 6     |
| 2012        | London           | GBR     | 4    | 3      | 6      | 13    |
| 2016        | Rio de Janeiro   | BRA     | 1    | 4      | 4      | 9     |
| 2020        | Tokyo            | JPN     | 1    | 5      | 3      | 9     |
|             |                  | Summe   | 113  | 128    | 131    | 372   |
| Quelle: ÖPC |                  |         |      |        |        |       |

### Winter
| Jahr        | Ort            | Nation | Gold | Silber | Bronze | Total |
| 1976        | Örnsköldsvik   | SWE    | 5    | 16     | 14     | 35    |
| 1980        | Geilo          | NOR    | 6    | 10     | 6      | 22    |
| 1984        | Innsbruck      | AUT    | 34   | 19     | 17     | 70    |
| 1988        | Innsbruck      | AUT    | 20   | 10     | 14     | 44    |
| 1992        | Tignes         | FRA    | 8    | 3      | 9      | 20    |
| 1994        | Lillehammer    | NOR    | 7    | 16     | 12     | 35    |
| 1998        | Nagano         | JPN    | 7    | 16     | 11     | 34    |
| 2002        | Salt Lake City | USA    | 9    | 10     | 10     | 29    |
| 2006        | Turin          | ITA    | 3    | 4      | 7      | 14    |
| 2010        | Vancouver      | CAN    | 3    | 4      | 4      | 11    |
| 2014        | Sochi          | RUS    | 2    | 5      | 4      | 11    |
| 2018        | PyeongChang    | KOR    | -    | 2      | 5      | 7     |
| 2022        | Beijing        | CHN    | 5    | 5      | 3      | 13    |
|             |                | Summe  | 109  | 120    | 116    | 345   |
| Quelle: ÖPC |                |        |      |        |        |       |